# Truchtlaching
Truchtlaching (bairisch Truchtling) ist ein Gemeindeteil der Gemeinde Seeon-Seebruck im oberbayerischen Landkreis Traunstein.

## Geographie

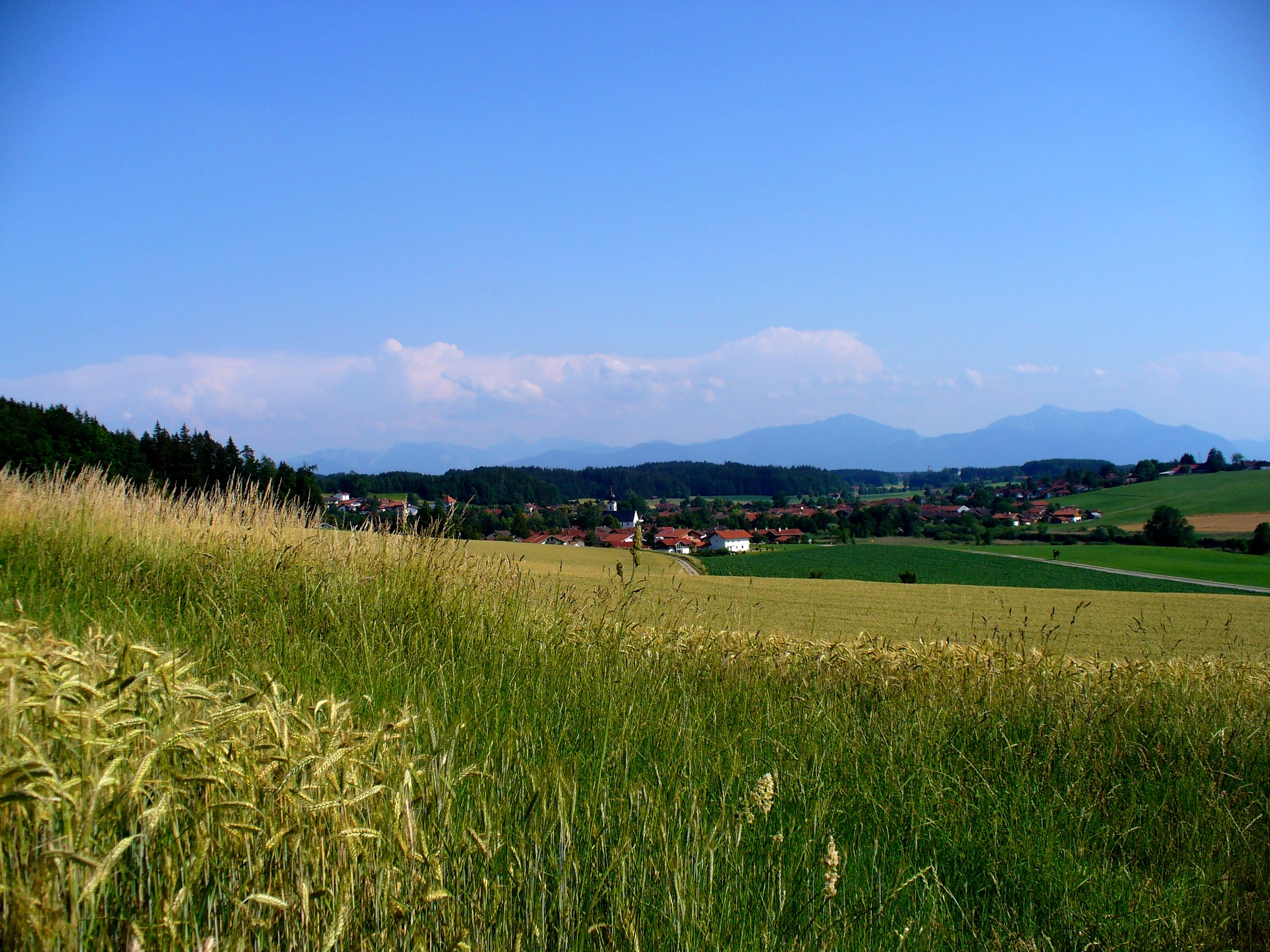
Truchtlaching an der Alz

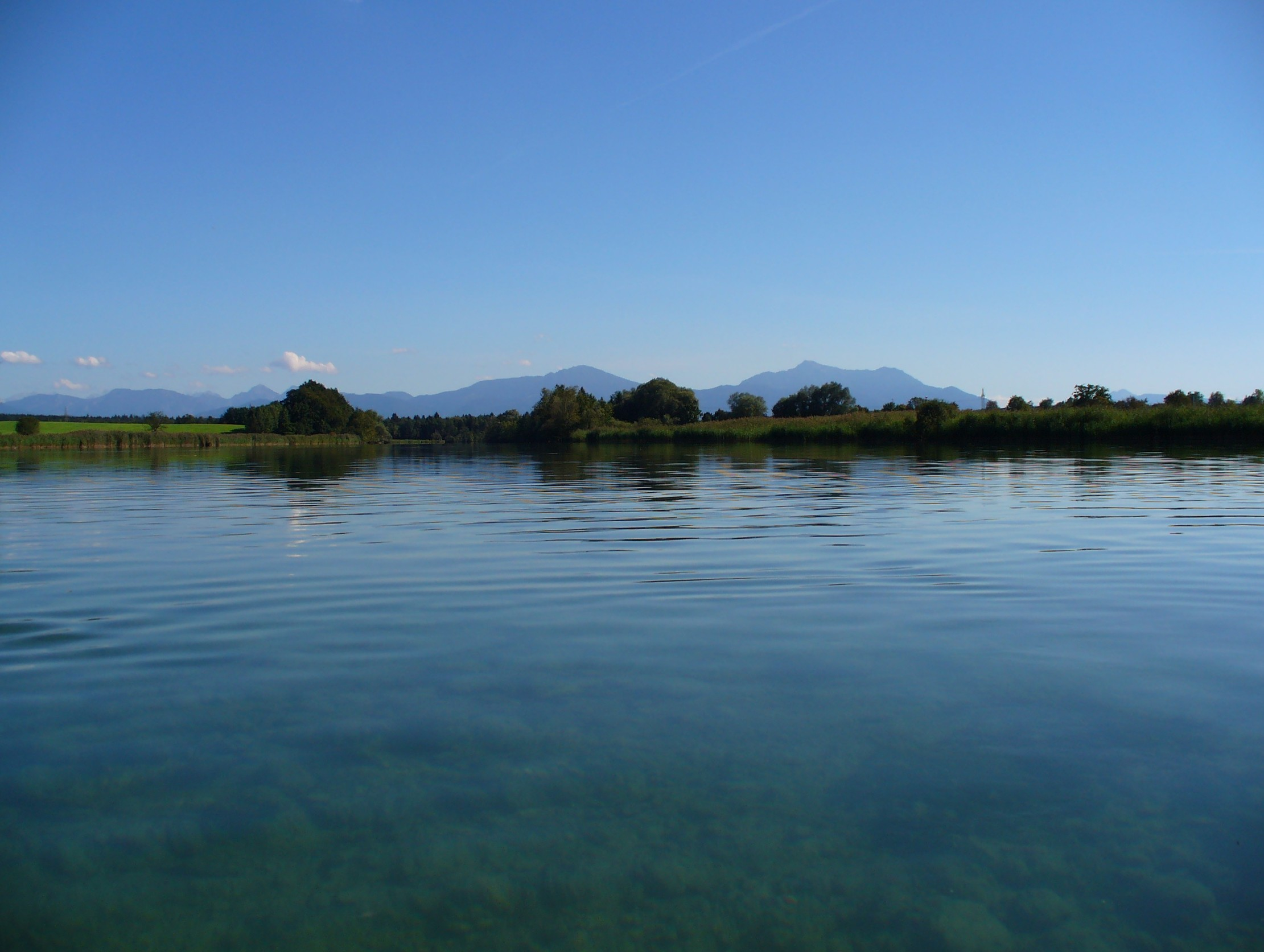
Alz bei Truchtlaching

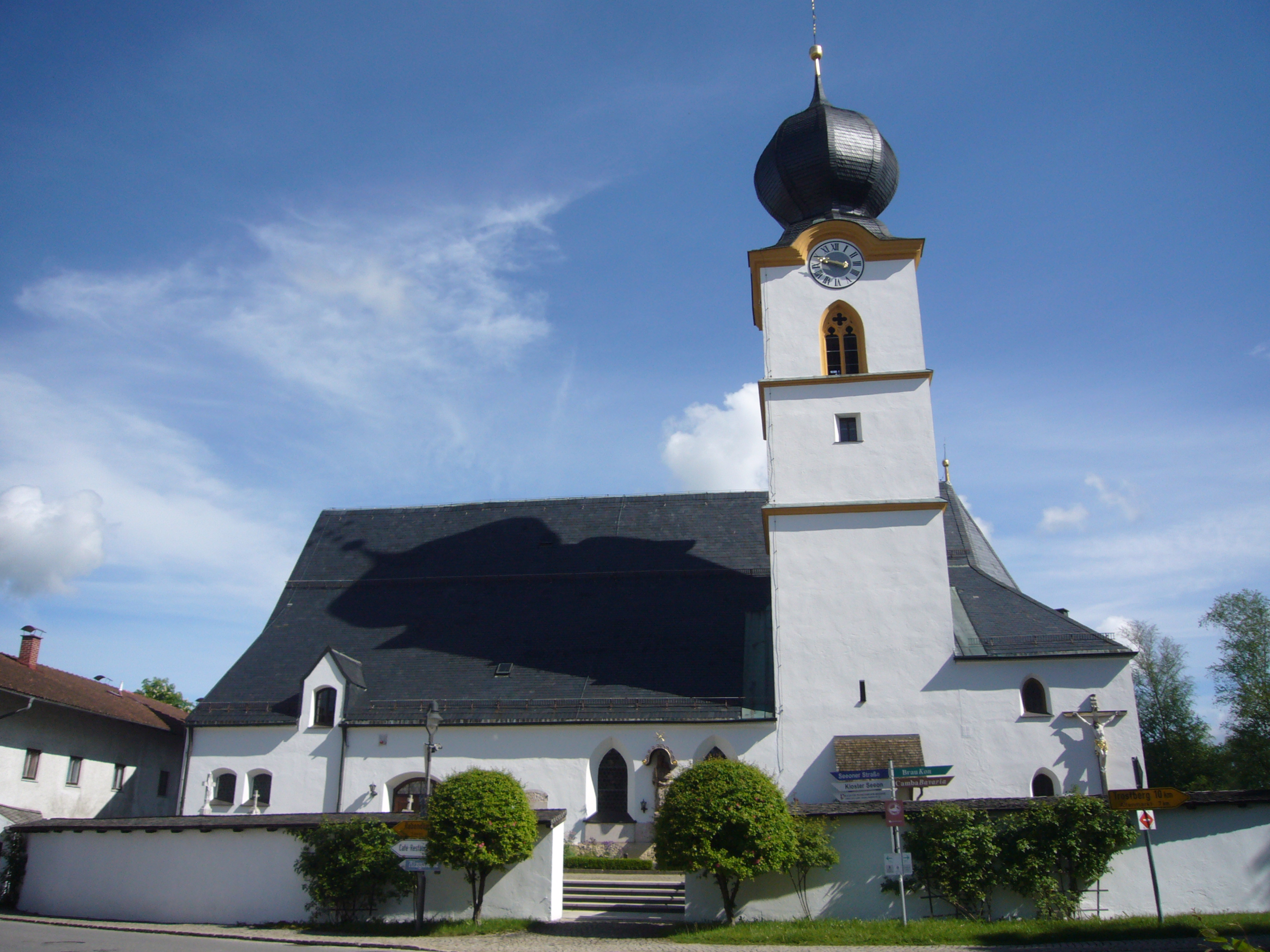
Pfarrkirche St. Johann Baptist, gotische Bau von 1435, 1956 nach Westen hin erweitert

Das Pfarrdorf Truchtlaching liegt im Alztal im Norden des Landkreises Traunstein auf einer Höhe von 518 m ü. NN und hat etwa 1150 Einwohner.
Im Norden, zwischen Alz und Rabenden, grenzt die Hochebene Erschlecht an, mit großen Bauernhöfen und weiten landwirtschaftlichen Nutzflächen.

## Geschichte

### Antike
Große Hügelgräber zeugen von der frühen Besiedlung des Gebietes um Truchtlaching durch keltische Siedler um das Jahr 500 v. Chr. Später beeinflussten die Römer von Bedaium (Seebruck) aus das Gebiet.

### Mittelalter
Der Ort gelangte im Mittelalter in den Besitz der bayerischen Herzöge.
Im späten Mittelalter wurde der Ort als Lehen an die Ritter von Truchtlaching übergeben. Diese fungierten als Beamte des Erzbischofs von Salzburg und des Pfalzgrafen von Crainburg. Im Jahre 1347 überließ Kaiser Ludwig IV. den Truchtlachinger Rittern die Zollerhebung an der Alzbrücke.
Besonders häufig wird das Geschlecht von Truchtlaching im Zusammenhang mit dem Kloster Frauenwörth im Chiemsee genannt:
So gab am 25. Mai 1313 ein Albrecht von Truchtlaching seiner jungfräulichen Schwester Dietmut eine Aussteuer für den Klostereintritt. Euphemia von Truchtlaching stand dem Kloster um das Jahr 1300 als Äbtissin vor, Sophia II. von 1356 bis 1386.
Martha, ihre Verwandte, war von 1361 bis 1396 Conventualin und wird in einigen Quellen als Äbtissin genannt, was aber als problematisch anzusehen ist, da sich ihre Amtszeit mit Sophia von Truchtlaching überschneiden würde. In den Jahren 1351 und 1356 wird ein Heinrich der Ältere von Truchtlaching als Zeuge im Streit um die Fischereirechte unter der Äbtissin Katharina Hamperstorferin von Chiemsee aufgerufen. Im Jahr 1401 werden die Herren von Truchtlaching ebenfalls urkundlich erwähnt. Am 26. Januar 1471 verkauften die Brüder Hanns und Wilhelm von Truchtlaching das Kaltenekerhäusel jenseits der Brücke von Seebruck und einige Lehen auf der Künzensau. Außerdem war ein Philipp Dekan des Chorherrenstiftes Baumburg.
Siehe auch: Hofmark Truchtlaching

### Eingemeindungen
Am 1. Mai 1926 wurden Gebietsteile der aufgelösten Gemeinde Pattenham eingegliedert.

### Neuzeit
Am 1. Januar 1980 wurde die neue Gemeinde Seeon-Seebruck durch den Zusammenschluss der ehemals selbständigen Gemeinden Seebruck, Seeon und Truchtlaching gebildet.

## Baudenkmäler
Siehe: Liste der Baudenkmäler in Truchtlaching

## Radiosender
Seit Februar 2015 sendet Radio Buh, ein Internetradiosender, von 9 bis 18 Uhr einen Mix aus Volks- und Independent Musik. Radio Buh ist ein Projekt von Evi und Stefan Dettl unter der Mithilfe weiterer Musiker.

## Persönlichkeiten
- August Everding (1928–1999), begraben in Truchtlaching